# فیل براون (هنرپیشه)
فیل براون (انگلیسی: Phil Brown؛ ۳۰ آوریل ۱۹۱۶ – ۹ فوریهٔ ۲۰۰۶) یک هنرپیشه اهل ایالات متحده آمریکا بود.
از فیلم‌ها یا برنامه‌های تلویزیونی که وی در آن نقش داشته است می‌توان به جنگ ستارگان، آدمکش‌ها اشاره کرد.